# Neoitamus coquillettii
Neoitamus coquillettii är en tvåvingeart som först beskrevs av James Stewart Hine 1909.  Neoitamus coquillettii ingår i släktet Neoitamus och familjen rovflugor.
Artens utbredningsområde är Kalifornien. Inga underarter finns listade i Catalogue of Life.